# Кухонная плита

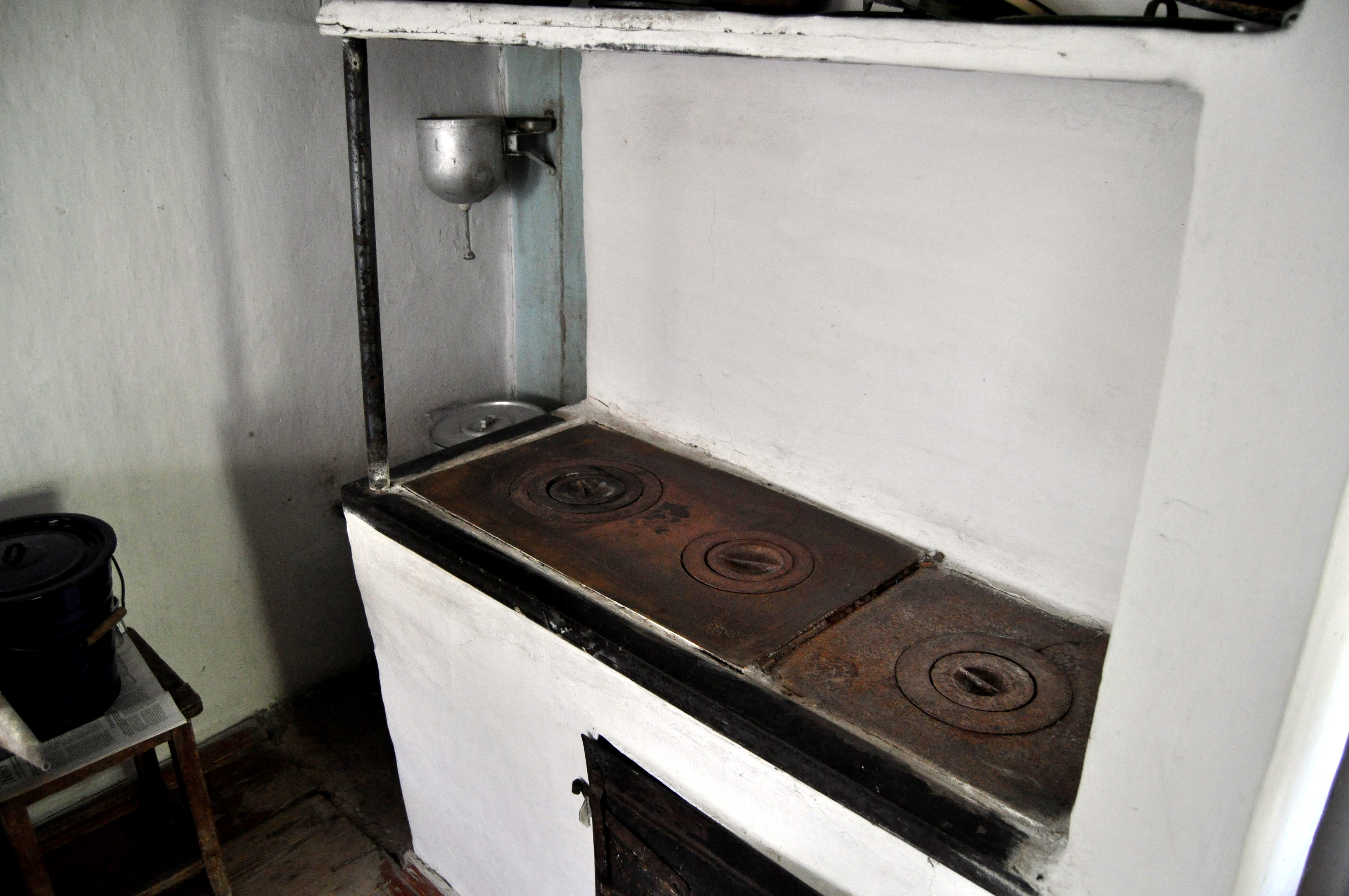
Кирпичная печь с чугунной плитой и обогревательным щитком

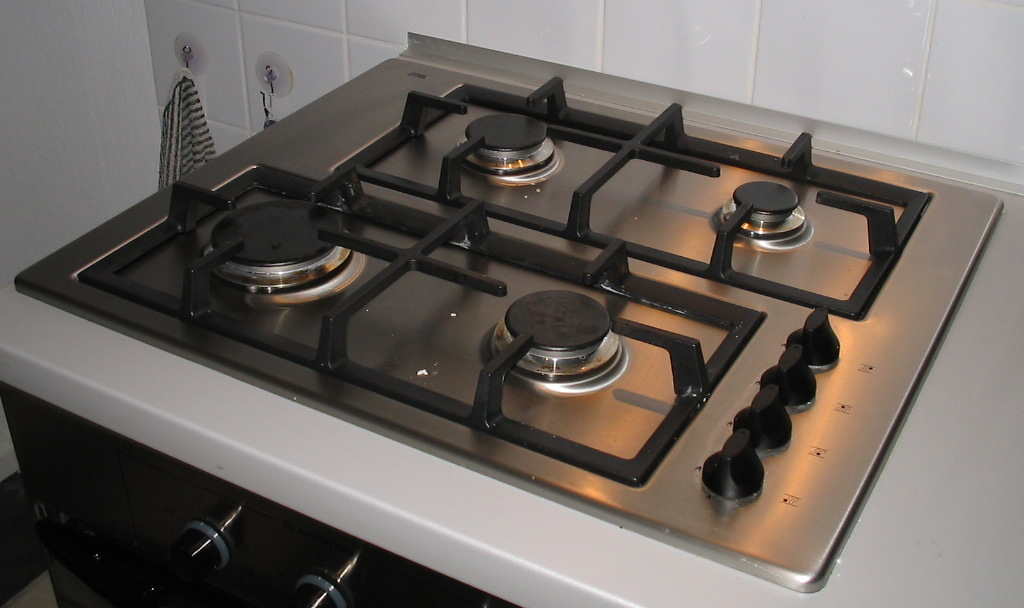
Газовая плита

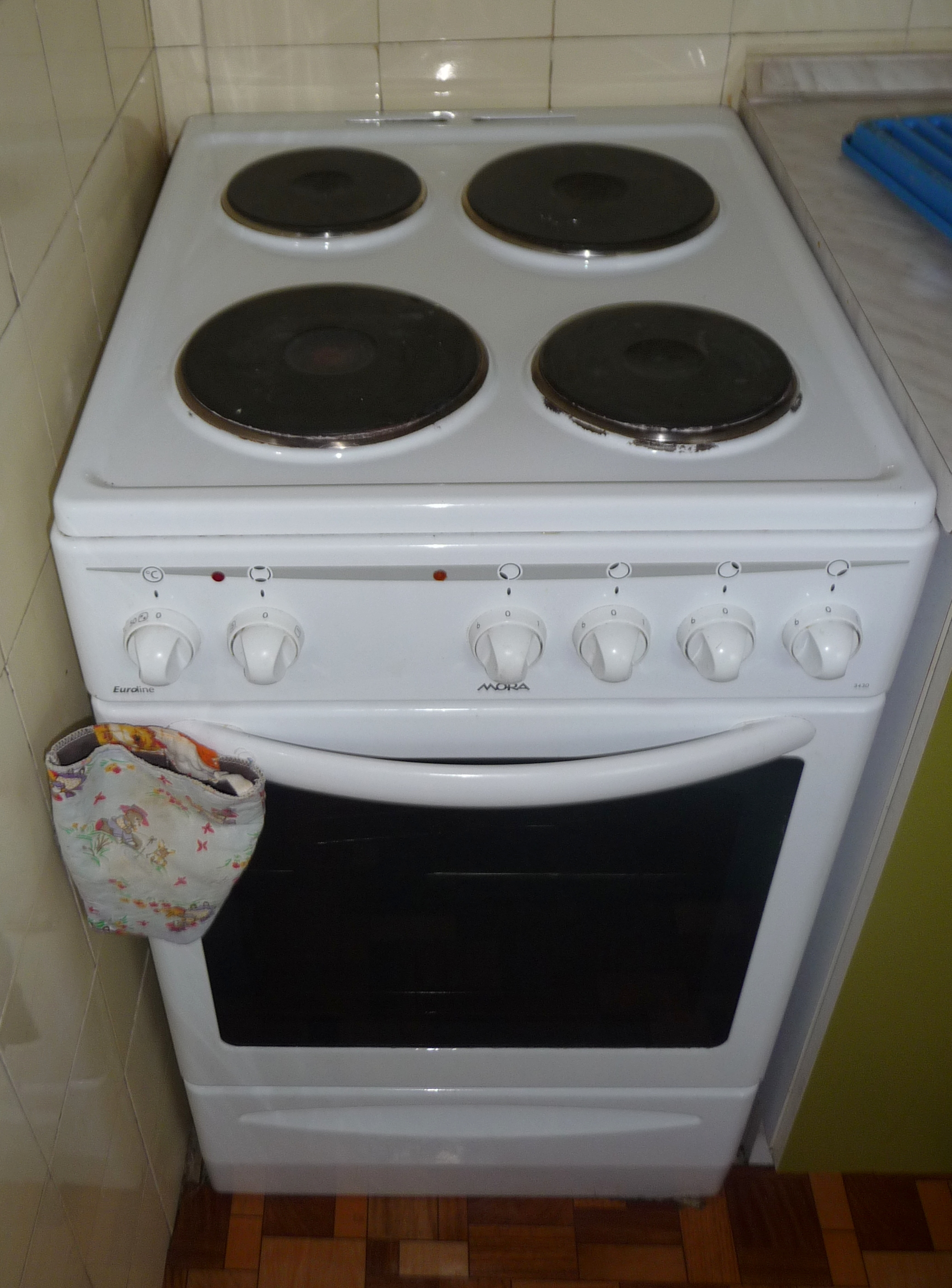
Электрическая плита с духовкой

Ку́хонная плита́ — нагревательная установка для приготовления пищи. Кроме варочной поверхности с конфорками кухонная плита часто имеет встроенный духовой шкаф и дополнительные отделения.

## Происхождение названия
Слово «плита» получило смысл кухонного прибора благодаря чугунным варочным поверхностям дровяных печей: это и была изначально каменная, затем чугунная плита, размещённая вместо кирпичного свода над топкой, на которой размещались кастрюли и сковороды. Позже в плите стали проделывать отверстия (конфорки) различного размера для лучшего теплообмена. Чтобы предотвратить проникновение через эти отверстия дыма, они закрывались металлическими крышками, выполненными в виде набора концентрических колец различного диаметра. Установка определённого их количества позволяла ставить посуду различного размера непосредственно на пламя.

## Устройство

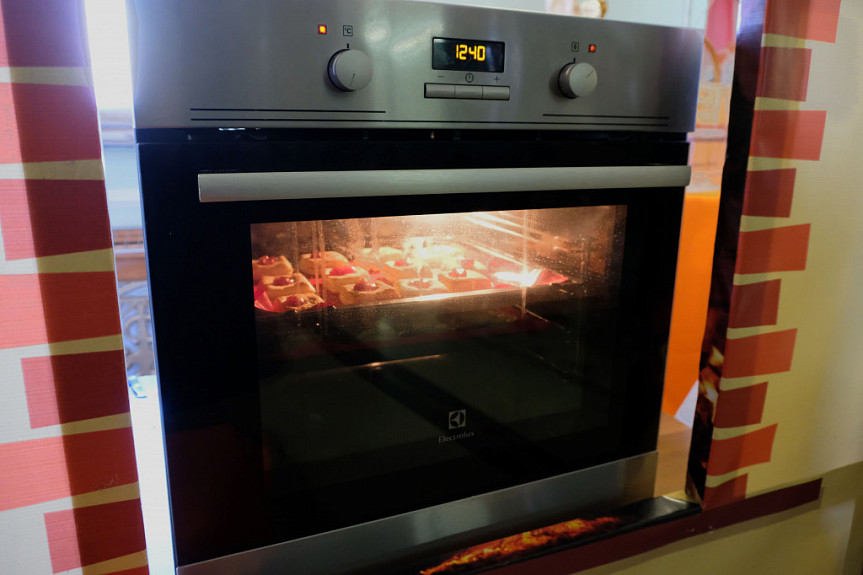
Выпечка печенья в духовом шкафу

По исполнению кухонные плиты бывают выполненные в виде отдельного блока или встроенные. Отдельные плиты разделяются на газовые и электрические, а также комбинированные плиты, в которых используются газовые конфорки стола, а духовой шкаф и иногда часть конфорок стола — электрические.
Встраиваемые плиты представляют собой два отдельных прибора, среди которых выделяют варочную поверхность и духовой шкаф, которые устанавливаются независимо и встраиваются в кухонную мебель.
Ва́рочная пове́рхность кухонной плиты состоит из нескольких конфорок для установки на них посуды. В газовых и электрических плитах каждая конфорка управляется отдельно. Обычно конфорки имеют разный диаметр и различную максимальную мощность, что необходимо для возможности устанавливать на них посуду разных размеров, не опасаясь значительных потерь энергии и повреждения частей посуды, не рассчитанных на высокую температуру. Индукционные варочные поверхности позволяют использовать для приготовления только посуду, изготовленную из металла (наиболее предпочтительна посуда из стали и других ферромагнитных материалов, в том числе и эмалированная).
Духово́й шкаф (духо́вка) представляет собой теплоизолированный муфель, в котором с помощью нагревателей автоматически или вручную поддерживается необходимая рабочая температура, необходимая для приготовления пищи (выпечки). Конструкция шкафа зависит от используемого источника энергии.
• Га́зовый духовой шкаф оснащается одной горелкой для нагрева, которая располагается внизу под стенкой корпуса, на которой сделаны отверстия, через которые горячие продукты сгорания газа попадают во внутренний объём шкафа. Для свободной циркуляции продуктов горения такие духовые шкафы имеют выход для продуктов сгорания в верхней части шкафа, выведенный на заднюю стенку, стол плиты или на переднюю стенку над дверцей шкафа (у встраиваемых в мебель духовых шкафов). Некоторые газовые духовые шкафы содержат вентилятор для создания принудительной конвекции и улучшения распределения температуры по объёму.
• Электри́ческий духовой шкаф, как правило, оснащается несколькими трубчатыми электронагревателями, расположенными снизу (под или над нижней стенкой) и сверху. Нижний нагреватель обеспечивает конвекцию, верхний нагревает приготовляемую пищу за счёт излучения. Использование нескольких нагревателей делает распределение температуры более равномерным. Кроме того, современные духовки часто оборудованы вентилятором и дополнительным кольцевым нагревателем возле него, который создает принудительную конвекцию горячего воздуха и подогревает его.
Кроме того, духовые шкафы часто содержат нагреватели для готовки методом гриля. Эти нагреватели располагаются вверху шкафа, представляют собой дополнительный ТЭН, либо дополнительную газовую горелку специальной конструкции.
Нередко используется схема, когда в газовой духовке устанавливается электрический гриль, в этом случае требуется подключение и газа, и электроэнергии.
Духовые шкафы оснащаются термостатом для контроля температуры, который выключает ТЭНы или уменьшает подачу газа при достижении заданной температуры. Недорогие газовые духовки оснащаются термометром и краном регулировки пламени и требуют поддержания температуры вручную. Для контроля времени приготовления устанавливаются электронные или механические таймеры, которые могут издавать звуковой сигнал, а также отключать нагрев по окончании установленного времени. В наиболее совершенных моделях устанавливается электронный контроллер, который автоматически устанавливает температурный режим и время готовки в соответствии с заданной программой для выбранного блюда. Внутри шкафа располагается лампа для освещения блюда в процессе готовки.
Выпускаются духовые шкафы, оснащённые парогенератором для готовки на пару или магнетроном, комбинируя функции СВЧ-печи.
В духовой шкаф могут быть помещены противни, решётки, поддоны. Духовки с функцией гриля иногда комплектуются вертелом с электрическим приводом.

## Разновидности

### Дровяная плита
Представляет собой чугунную либо кирпичную печь, оснащённую чугунной варочной поверхностью. В России чугунные плиты появились в XIX веке и первоначально завозились из Англии. В избах кирпичная печь с плитой использовалась как дополнение к русской печи, пристраивалась рядом или составляла с ней единую конструкцию (например, чугунная поверхность встраивалась на месте шестка). Как самостоятельный прибор кирпичная печь с плитой часто выкладывается таким образом, чтобы в достаточной мере выполнять также и функцию обогрева помещения (варочная печь со щитком, шведская печь).
Дровяная плита может быть с духовым шкафом.

### Электрическая плита
- Индукционные
- С резистивным нагревателем (ТЭН, галогенная лампа, ленточный нагреватель)

### Комбинированная плита
Представляет собой установку, совмещающую газовые и электрические конфорки на одном столе, либо газовые конфорки и электрический духовой шкаф. Используются там, где нет стабильной подачи газа, в сельской местности, где газ поставляется в баллонах, а также в тех случаях, когда при наличии газоснабжения пользователь желает использовать электрический духовой шкаф.